# Монревель, Мелькиор-Эспри де Лабом
Никола-Огюст-Мелькиор-Эспри де Лабом (фр. Nicolas-Auguste-Melchior-Esprit de la Baume; ум. 13 января 1740, Макон), граф де Монревель — французский генерал, участник войн Людовика XIV и Людовика XV.

## Биография
Второй сын Жака-Мари де Лабома, графа де Монревеля, и графини Адриенны-Филиппины-Терезы де Ланнуа. Унаследовал графство Монревель после смерти старшего брата, погибшего в 1701 году на войне в Италии.
Барон де Люньи, Марбуа, Бонрепо, Л'Абержеман, Сент-Этьен-дю-Буа, Сент-Этьен-су-Рессуз, сеньор Эн-Аньер, и прочее.
Поступил на службу мушкетером в 1695 году, и до конца войны Аугсбургской лиги участвовал в трех кампаниях во Фландрии. В 1696 году стал младшим лейтенантом полка Короля, в следующем году произведен в лейтенанты.
5 февраля 1701 получил роту в драгунском полку Сент-Эрмина. Через два года оставил эту роту и 11 апреля 1703 получил другую в Королевском Пьемонтском полку. В том же году командовал ею при осадах Брайзаха и Ландау и в битве при Шпайере.
3 июня 1704, после отставки своего дяди, шевалье де Монревеля, стал кампмейстером кавалерийского полка Монревеля. В августе командовал им во Втором Гохштедтском сражении.
В 1705 году служил в Рейнской армии, участвовал во взятии Друзенхайма и Лаутербурга, острова Ле-Маркизат в 1706, и во всех экспедициях маршала Виллара во Франконии и Швабии в 1707. С 1708 года и до конца войны продолжал службу в Рейнской армии, в 1713 году участвовал в осадах Ландау и Фрайбурга.
Его полк был расформирован приказом от 10 ноября 1713, и кадровая рота включена в состав полка Марсийяка.
Патентом от 1 февраля 1719 граф де Монревель был произведен в бригадиры, а 6 марта назначен кампмейстером полка своего имени, так как должность стала вакантной, после того как Марсийяк был повышен до лагерного маршала. В том же году командовал полком при осадах Сан-Себастьяна, Фонтарабии и Урхеля, а в 1733 году в составе Итальянской армии.
Патентом от 20 февраля 1734 произведен в лагерные маршалы, после чего вышел в отставку.

## Семья
Жена (23.07.1731): Флоранс дю Шатле (4.04.1704, Авен, Нормандия — 1770), дочь генерал-лейтенанта Флорана дю Шатле, графа де Ломона, и Габриели-Шарлотты дю Шатле.
Сын:
- Флоран-Александр-Мелькиор де Лабом (1736—1794), граф де Монревель. Жена (1752): Элизабет-Селеста-Аделаида де Шуазёль (1737—1768), дочь морского министра Сезара-Габриеля де Шуазёля, герцога де Пралена, и Мари де Шампань